# Richard Anschütz
Carl Johann Philipp Noé Richard Anschütz (Darmstadt, 10 marzo 1852 – Darmstadt, 8 gennaio 1937) è stato un chimico tedesco.
Ricevette il PhD all'Università di Bonn per il suo lavoro con Friedrich August Kekulé von Stradonitz. Divenne assistente di Kekulé e, successivamente, gli succedette come professore all'Università di Bonn.
Scrisse una biografia di Kekulé in cui rivalutò l'opera di Archibald Scott Couper nel campo della chimica molecolare.
Era il padre di un altro chimico tedesco famoso, Ludwig Anschütz.

## Fonti
- The Couper Quest, Journal of Chemical Education